# Louis-Paul Betz

Louis-Paul Betz

Louis-Paul Betz (* 13. Dezember 1861 in New York City; † 29. Januar 1904 in Zürich) war ein deutscher Literaturwissenschaftler.

## Leben und Werk

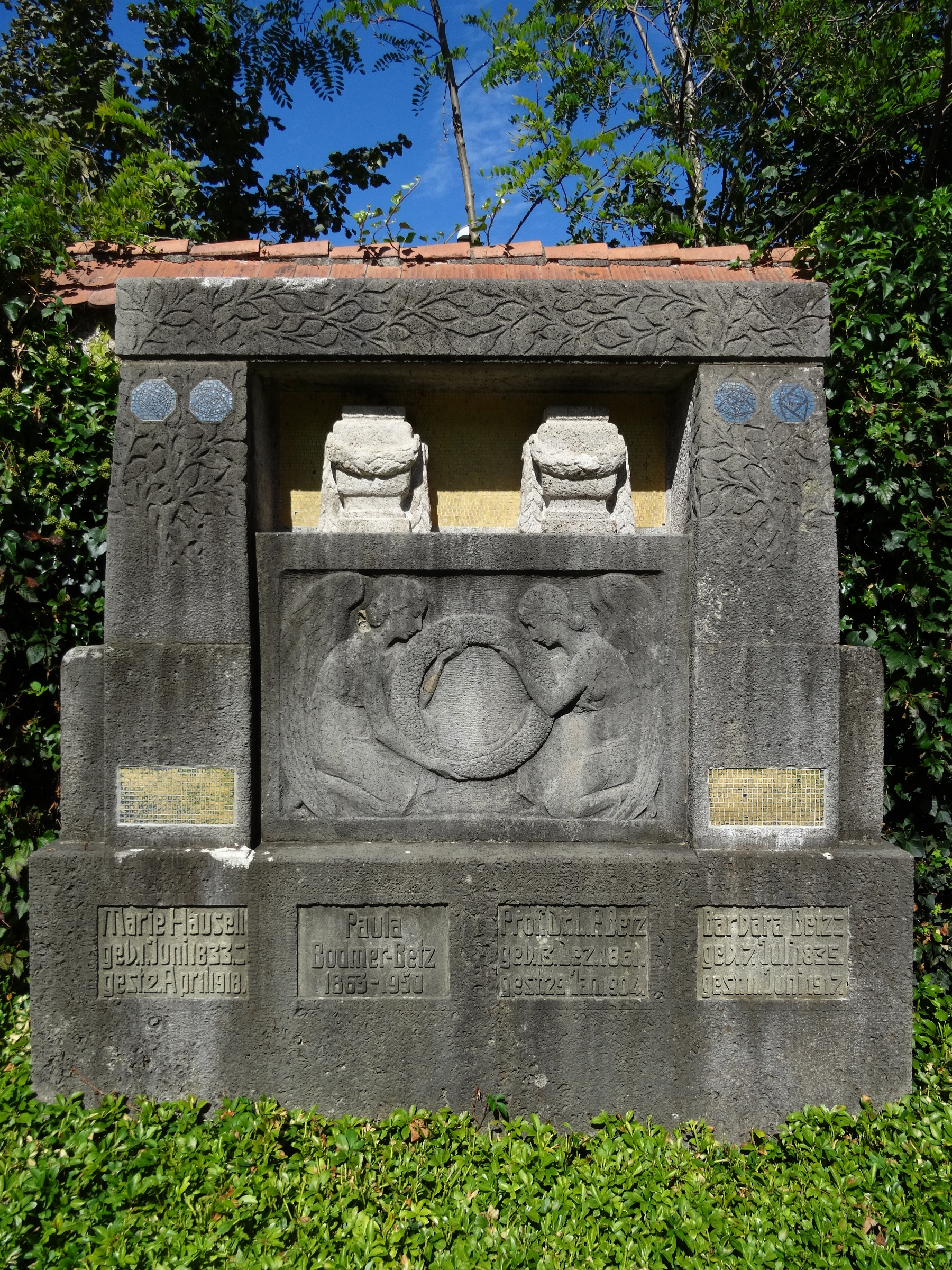
Grab, Friedhof Enzenbühl, Zürich

Nach dem Besuch des Gymnasiums in Zürich studierte Betz an der Kaiser-Wilhelms-Universität Straßburg und der Albert-Ludwigs-Universität Freiburg Rechtswissenschaft und Philologie. Seit 1886 Fuchs im Corps Rhenania Straßburg, wurde er am 28. Juli 1890 als Corpsschleifenträger recipiert und philistriert. Anschließend studierte er Sprachen an der Universität Zürich, die ihn 1894 zum Dr. phil. promovierte. Er wurde 1896 Privatdozent und erhielt 1902 ein Extraordinariat. Er war erster Lehrstuhlinhaber für Vergleichende Literaturwissenschaft an der Universität Zürich und zweiter der gesamten Schweiz. Er arbeitete unter anderem über die literarische Rezeption Heinrich Heines in Frankreich sowie das journalistische Wirken Pierre Bayles. 
Seine Frau Paula, geborene Frank (1863–1950) heiratete 1906 in zweiter Ehe den Germanisten Hans Bodmer. Seine letzte Ruhestätte fand Louis-Paul Betz auf dem Friedhof Enzenbühl in Zürich.

## Schriften
- Pierre Bayle und die „Nouvelles de la République des Lettres“, 1896 (Neudruck 1970)
- Die französische Literatur im Urteile Heinrich Heines, 1897
- Studien zur vergleichenden Literaturgeschichte der neueren Zeit, 1902